# Virginia City
Virginia City er en spøgelsesby i Mohave County i delstaten Arizona, USA.
Virginia City ligger tæt ved McCracken-minen. Virginia City var muligvis mølleby for McCracken-minen. Byen lå direkte overfor byen Signal og postkontoret var i Signal, mens kværnmøllen var i Virginia City. Byen havde blandet købmandsforretning, saloon, hotel, restaurant, landhandel og mange boliger. På et tidspunkt boede der mellem 600 og 700 mennesker i byen.